# 岡田重吉
岡田 重吉（おかだ じゅうきち、1906年7月23日 - 1982年1月25日）は、日本の経営者。三重県出身。

## 経歴
1931年に京都帝国大学法学部を卒業し、同年4月にダンロップ護謨に入社。1955年12月に取締役に就任し、1960年7月に常務、1964年5月に専務を経て、1968年11月には社長に就任。1973年11月から会長を務めた。
1982年1月25日呼吸不全のために死去。75歳没。